# Turniej olimpijski w piłce siatkowej mężczyzn 2012/Grupa B
Do rywalizacji w turnieju olimpijskim w piłce siatkowej mężczyzn podczas XXX Letnich Igrzysk Olimpijskich w Londynie przystąpiło 12 reprezentacji. W pierwszej fazie podzielone zostały na dwie grupy. W grupie B znalazły się następujące drużyny:
- Brazylia
- Niemcy
- Rosja
- Serbia
- Stany Zjednoczone
- Tunezja

Mecze w grupie B rozegrane zostały pomiędzy 29 lipca a 6 sierpnia.
Do ćwierćfinałów awansowały reprezentacje Brazylii, Niemiec, Rosji i Stanów Zjednoczonych.
| A – atakujący \| L – libero \| P – przyjmujący \| R – rozgrywający \| Ś – środkowy                             |
| - – strefa, w której zawodnik rozpoczynał danego seta \| - – numer zawodnika, którego zastąpił wchodzący gracz |

## Tabela
| Lp. | Drużyna           | Pkt | Mecze | Mecze | Mecze | Sety | Sety | Sety  | Małe punkty | Małe punkty | Małe punkty |
| Lp. | Drużyna           | Pkt | M     | W     | P     | wyg. | prz. | ratio | zdob.       | str.        | ratio       |
| --- | ----------------- | --- | ----- | ----- | ----- | ---- | ---- | ----- | ----------- | ----------- | ----------- |
| 1   | Stany Zjednoczone | 13  | 5     | 4 (0) | 1 (1) | 14   | 4    | 3.500 | 427         | 370         | 1.154       |
| 2   | Brazylia          | 11  | 5     | 4 (1) | 1 (0) | 13   | 5    | 2.600 | 418         | 379         | 1.103       |
| 3   | Rosja             | 11  | 5     | 4 (1) | 1 (0) | 12   | 5    | 2.400 | 408         | 352         | 1.159       |
| 4   | Niemcy            | 5   | 5     | 2 (1) | 3 (0) | 6    | 11   | 0.545 | 379         | 388         | 0.977       |
| 5   | Serbia            | 5   | 5     | 1 (0) | 4 (2) | 7    | 13   | 0.538 | 413         | 455         | 0.908       |
| 6   | Tunezja           | 0   | 5     | 0 (0) | 5 (0) | 1    | 15   | 0.067 | 294         | 395         | 0.744       |

Źródło: fivb.org
Punktacja: 3:0 i 3:1 – 3 pkt; 3:2 – 2 pkt; 2:3 – 1 pkt; 1:3 i 0:3 – 0 pkt
Zasady ustalania kolejności: 1. liczba punktów; 2. liczba zwycięstw; 3. stosunek setów; 4. stosunek małych punktów; 5. bilans w bezpośrednich meczach

## 1. kolejka

### Rosja - Niemcy
Niedziela, 29 lipca 2012 – 11:30 (UTC+1) • Earls Court Exhibition Centre, Londyn
Widzów: 12500
Czas trwania meczu: 97 minut
Sędziowie: Simone Santi (Włochy) i Frans Loderus (Holandia)
| Rosja                   | 3:0                                                | Niemcy                                   |
| Maksim Michajłow 21 pkt | (31:29, 25:18, 25:17) raport raport P-2 raport P-3 | Georg Grozer 10 pkt Jochen Schöps 10 pkt |

| Poz.            | Nr | Zawodnik            | 1          | 2          | 3           | 4 | 5 | Pkt |
| --------------- | -- | ------------------- | ---------- | ---------- | ----------- | - | - | --- |
| P               | 4  | Taras Chtiej        | 9 sześć    | 4 jeden    | 9 sześć     |   |   | 11  |
| P               | 8  | Siergiej Tietiuchin | 6 trzy     | 7 cztery   | 6 trzy      |   |   | 7   |
| R               | 12 | Aleksandr But´ko    | 8 pięć     | 9 sześć    | 8 pięć      |   |   | 2   |
| Ś               | 13 | Dmitrij Muserski    | 4 jeden    | 5 dwa      | 4 jeden     |   |   | 8   |
| A               | 17 | Maksim Michajłow    | 5 dwa      | 6 trzy     | 5 dwa       |   |   | 21  |
| Ś               | 18 | Aleksandr Wołkow    | 7 cztery   | 8 pięć     | 7 cztery    |   |   | 13  |
| L               | 20 | Aleksiej Obmoczajew | L          | L          | L           |   |   |     |
| Zmiany          |    |                     |            |            |             |   |   |     |
| R               | 5  | Siergiej Grankin    |            |            | 22 zmiana13 |   |   |     |
| P               | 9  | Aleksandr Sokołow   | 13 zmiana4 | 13 zmiana4 | 13 zmiana4  |   |   |     |
| P               | 15 | Dmitrij Iljinych    | 17 zmiana8 |            | 17 zmiana8  |   |   |     |
| Trener          |    |                     |            |            |             |   |   |     |
| Władimir Alekno |    |                     |            |            |             |   |   |     |

| Poz.         | Nr | Zawodnik          | 1          | 2           | 3          | 4 | 5 | Pkt |
| ------------ | -- | ----------------- | ---------- | ----------- | ---------- | - | - | --- |
| P            | 1  | Marcus Popp       | 7 cztery   | 7 cztery    | 7 cztery   |   |   | 6   |
| R            | 4  | Simon Tischer     | 9 sześć    | 19 zmiana10 | 9 sześć    |   |   | 3   |
| P            | 6  | Denis Kaliberda   | 4 jeden    | 4 jeden     | 4 jeden    |   |   | 6   |
| Ś            | 8  | Marcus Böhme      | 8 pięć     | 8 pięć      | 8 pięć     |   |   | 8   |
| A            | 9  | Georg Grozer      | 6 trzy     | 20 zmiana11 | 6 trzy     |   |   | 10  |
| Ś            | 15 | Max Günthör       | 5 dwa      | 5 dwa       | 5 dwa      |   |   | 3   |
| L            | 2  | Markus Steuerwald | L          | L           | L          |   |   |     |
| Zmiany       |    |                   |            |             |            |   |   |     |
| P            | 3  | Sebastian Schwarz |            | 10 zmiana1  |            |   |   | 1   |
| A            | 10 | Jochen Schöps     | 13 zmiana4 | 6 trzy      | 10 zmiana1 |   |   | 10  |
| R            | 11 | Lukas Kampa       | 18 zmiana9 | 9 sześć     |            |   |   | 2   |
| Ś            | 13 | Christian Dünnes  | 10 zmiana1 |             |            |   |   |     |
| Trener       |    |                   |            |             |            |   |   |     |
| Vital Heynen |    |                   |            |             |            |   |   |     |

Statystyki meczowe
| Rosja | STATYSTYKI        | Niemcy |
| 81    | MAŁE PUNKTY       | 64     |
| 47    | ATAK              | 39     |
| 11    | BLOK              | 9      |
| 5     | SERWIS            | 1      |
| 18    | BŁĘDY PRZECIWNIKA | 15     |

| Rozkład punktów |
| --------------- |
|                 |

| Ustawienia wyjściowe drużyn                                                                                                |
| --- |
| \| Muserski Michajłow Tietiuchin Wołkow But’ko Chtiej Obmoczajew Kaliberda Günthör Grozer Popp Böhme Tischer Steuerwald \| |
| |
| Muserski Michajłow Tietiuchin Wołkow But’ko Chtiej Obmoczajew Kaliberda Günthör Grozer Popp Böhme Tischer Steuerwald       |

### Stany Zjednoczone - Serbia
Niedziela, 29 lipca 2012 – 16:45 (UTC+1) • Earls Court Exhibition Centre, Londyn
Widzów: 12000
Czas trwania meczu: 90 minut
Sędziowie: Béla Hóbor (Węgry) i Denny Céspedes Lassi (Dominikana)
| Stany Zjednoczone       | 3:0                                                | Serbia                   |
| Matthew Anderson 18 pkt | (25:17, 25:22, 25:21) raport raport P-2 raport P-3 | Marko Podraščanin 13 pkt |

| Poz.       | Nr | Zawodnik          | 1           | 2        | 3        | 4 | 5 | Pkt |
| ---------- | -- | ----------------- | ----------- | -------- | -------- | - | - | --- |
| P          | 1  | Matthew Anderson  | 9 sześć     | 9 sześć  | 9 sześć  |   |   | 18  |
| Ś          | 4  | David Lee         | 4 jeden     | 4 jeden  | 4 jeden  |   |   | 7   |
| R          | 7  | Donald Suxho      | 8 pięć      | 8 pięć   | 8 pięć   |   |   | 2   |
| P          | 8  | William Priddy    | 6 trzy      | 6 trzy   | 6 trzy   |   |   | 9   |
| Ś          | 12 | Russell Holmes    | 7 cztery    | 7 cztery | 7 cztery |   |   | 6   |
| A          | 13 | Clayton Stanley   | 5 dwa       | 5 dwa    | 5 dwa    |   |   | 13  |
| L          | 5  | Richard Lambourne | L           | L        | L        |   |   |     |
| Zmiany     |    |                   |             |          |          |   |   |     |
| P          | 6  | Paul Lotman       | 21 zmiana12 |          |          |   |   |     |
| Ś          | 20 | David Smith       | 16 zmiana7  |          |          |   |   |     |
| Trener     |    |                   |             |          |          |   |   |     |
| Alan Knipe |    |                   |             |          |          |   |   |     |

| Poz.           | Nr | Zawodnik                | 1           | 2           | 3           | 4 | 5 | Pkt |
| -------------- | -- | ----------------------- | ----------- | ----------- | ----------- | - | - | --- |
| P              | 1  | Nikola Kovačević        | 7 cztery    | 6 trzy      | 7 cztery    |   |   | 2   |
| R              | 5  | Vlado Petković          | 9 sześć     | 8 pięć      | 9 sześć     |   |   | 1   |
| Ś              | 7  | Dragan Stanković        | 5 dwa       | 4 jeden     | 5 dwa       |   |   | 5   |
| P              | 10 | Miloš Nikić             | 4 jeden     | 9 sześć     | 4 jeden     |   |   | 10  |
| A              | 15 | Saša Starović           | 6 trzy      | 5 dwa       |             |   |   | 1   |
| Ś              | 18 | Marko Podraščanin       | 8 pięć      | 7 cztery    | 8 pięć      |   |   | 13  |
| L              | 19 | Nikola Rosić            | L           | L           | L           |   |   |     |
| Zmiany         |    |                         |             |             |             |   |   |     |
| P              | 2  | Uroš Kovačević          |             |             | 10 zmiana1  |   |   | 4   |
| P              | 4  | Bojan Janić             |             | 10 zmiana1  | 19 zmiana10 |   |   | 1   |
| R              | 11 | Mihajlo Mitić           | 14 zmiana5  | 14 zmiana5  | 14 zmiana5  |   |   | 1   |
| Ś              | 12 | Milan Rašić             |             | 16 zmiana7  |             |   |   |     |
| A              | 14 | Aleksandar Atanasijević | 24 zmiana15 | 24 zmiana15 | 6 trzy      |   |   | 12  |
| Trener         |    |                         |             |             |             |   |   |     |
| Igor Kolaković |    |                         |             |             |             |   |   |     |

Statystyki meczowe
| Stany Zjednoczone | STATYSTYKI        | Serbia |
| 75                | MAŁE PUNKTY       | 60     |
| 35                | ATAK              | 34     |
| 16                | BLOK              | 11     |
| 5                 | SERWIS            | 5      |
| 19                | BŁĘDY PRZECIWNIKA | 10     |

| Rozkład punktów |
| --------------- |
|                 |

| Ustawienia wyjściowe drużyn                                                                                               |
| --- |
| \| Lee Stanley Priddy Holmes Suxho Anderson Lambourne Nikić Stanković Starović N. Kovačević Podraščanin Petković Rosić \| |
| |
| Lee Stanley Priddy Holmes Suxho Anderson Lambourne Nikić Stanković Starović N. Kovačević Podraščanin Petković Rosić       |

### Brazylia - Tunezja
Niedziela, 29 lipca 2012 – 22:20 (UTC+1) • Earls Court Exhibition Centre, Londyn
Widzów: 10000
Czas trwania meczu: 81 minut
Sędziowie: Ibrahim al-Naama (Katar) i Brian McDougall (Wielka Brytania)
| Brazylia                                 | 3:0                                                | Tunezja             |
| Murilo Endres 9 pkt Lucas Saatkamp 9 pkt | (25:17, 25:21, 25:18) raport raport P-2 raport P-3 | Hichem Kaabi 12 pkt |

| Poz.             | Nr | Zawodnik            | 1          | 2           | 3          | 4 | 5 | Pkt |
| ---------------- | -- | ------------------- | ---------- | ----------- | ---------- | - | - | --- |
| R                | 1  | Bruno Rezende       | 5 dwa      | 4 jeden     | 5 dwa      |   |   | 2   |
| Ś                | 5  | Sidão               | 7 cztery   | 6 trzy      |            |   |   | 5   |
| A                | 6  | Leandro Vissotto    | 8 pięć     | 7 cztery    |            |   |   | 5   |
| P                | 8  | Murilo Endres       | 6 trzy     | 5 dwa       | 6 trzy     |   |   | 9   |
| Ś                | 16 | Lucas Saatkamp      | 4 jeden    | 9 sześć     | 4 jeden    |   |   | 9   |
| P                | 18 | Dante Amaral        | 9 sześć    | 8 pięć      |            |   |   | 6   |
| L                | 10 | Sérgio Dutra Santos | L          | L           | L          |   |   |     |
| Zmiany           |    |                     |            |             |            |   |   |     |
| R                | 4  | Wallace de Souza    | 10 zmiana1 | 10 zmiana1  | 8 pięć     |   |   | 8   |
| P                | 7  | Giba                |            | 27 zmiana18 | 9 sześć    |   |   | 4   |
| P                | 11 | Thiago Alves        |            |             | 17 zmiana8 |   |   | 1   |
| Ś                | 14 | Rodrigão            |            |             | 7 cztery   |   |   | 3   |
| R                | 17 | Ricardo Garcia      | 15 zmiana6 | 15 zmiana6  | 10 zmiana1 |   |   |     |
| Trener           |    |                     |            |             |            |   |   |     |
| Bernardo Rezende |    |                     |            |             |            |   |   |     |

| Poz.          | Nr | Zawodnik            | 1           | 2           | 3           | 4 | 5 | Pkt |
| ------------- | -- | ------------------- | ----------- | ----------- | ----------- | - | - | --- |
| Ś             | 2  | Ahmed Kadhi         | 6 trzy      |             |             |   |   |     |
| P             | 7  | Elyes Karamosly     | 5 dwa       | 6 trzy      | 5 dwa       |   |   | 9   |
| R             | 8  | Mohamed Ben Slimane | 4 jeden     | 25 zmiana16 | 4 jeden     |   |   |     |
| P             | 13 | Noureddine Hfaiedh  | 8 pięć      | 9 sześć     | 8 pięć      |   |   | 2   |
| Ś             | 14 | Bilel Ben Hassine   | 9 sześć     | 4 jeden     | 9 sześć     |   |   | 4   |
| A             | 16 | Hichem Kaabi        | 7 cztery    | 8 pięć      | 7 cztery    |   |   | 12  |
| L             | 12 | Anouer Taouerghi    | L           | L           | L           |   |   |     |
| Zmiany        |    |                     |             |             |             |   |   |     |
| A             | 10 | Hamza Nagga         | 17 zmiana8  | 24 zmiana15 | 17 zmiana8  |   |   | 6   |
| P             | 11 | Ismail Moalla       |             |             | 16 zmiana7  |   |   |     |
| R             | 15 | Mehdi Ben Cheikh    | 25 zmiana16 | 5 dwa       | 25 zmiana16 |   |   |     |
| Ś             | 18 | Hakim Zouari        |             | 7 cztery    | 6 trzy      |   |   | 2   |
| Trener        |    |                     |             |             |             |   |   |     |
| Fethi Mkaouer |    |                     |             |             |             |   |   |     |

Statystyki meczowe
| Brazylia | STATYSTYKI        | Tunezja |
| 75       | MAŁE PUNKTY       | 56      |
| 39       | ATAK              | 32      |
| 8        | BLOK              | 2       |
| 5        | SERWIS            | 1       |
| 23       | BŁĘDY PRZECIWNIKA | 21      |

| Rozkład punktów |
| --------------- |
|                 |

| Ustawienia wyjściowe drużyn                                                                                            |
| --- |
| \| Lucas Rezende Murilo Sidão Vissotto Dante Sérgio Ben Slimane Karamosly Kadhi Kaabi Hfaiedh Ben Hassine Taouerghi \| |
| |
| Lucas Rezende Murilo Sidão Vissotto Dante Sérgio Ben Slimane Karamosly Kadhi Kaabi Hfaiedh Ben Hassine Taouerghi       |

## 2. kolejka

### Serbia - Tunezja
Wtorek, 31 lipca 2012 – 9:30 (UTC+1) • Earls Court Exhibition Centre, Londyn
Widzów: 10500
Czas trwania meczu: 108 minut
Sędziowie: Denny Céspedes Lassi (Dominikana) i José Vélez Mercado (Portoryko)
| Serbia                         | 3:1                                                       | Tunezja            |
| Aleksandar Atanasijević 24 pkt | (25:15, 25:21, 20:25, 25:18) raport raport P-2 raport P-3 | Hamza Nagga 22 pkt |

| Poz.           | Nr | Zawodnik                | 1           | 2           | 3           | 4        | 5 | Pkt |
| -------------- | -- | ----------------------- | ----------- | ----------- | ----------- | -------- | - | --- |
| P              | 2  | Uroš Kovačević          | 4 jeden     | 9 sześć     | 4 jeden     | 9 sześć  |   | 19  |
| Ś              | 7  | Dragan Stanković        | 5 dwa       |             |             | 4 pusty  |   | 1   |
| P              | 10 | Miloš Nikić             | 7 cztery    | 6 trzy      |             | 4 pusty  |   | 4   |
| R              | 11 | Mihajlo Mitić           | 9 sześć     | 8 pięć      | 9 sześć     | 8 pięć   |   | 3   |
| A              | 15 | Saša Starović           | 6 trzy      | 5 dwa       | 6 trzy      | 4 pusty  |   | 5   |
| Ś              | 18 | Marko Podraščanin       | 8 pięć      | 7 cztery    | 8 pięć      | 7 cztery |   | 14  |
| L              | 19 | Nikola Rosić            | L           | L           | L           | L        |   |     |
| Zmiany         |    |                         |             |             |             |          |   |     |
| P              | 4  | Bojan Janić             |             | 19 zmiana10 | 7 cztery    | 6 trzy   |   | 6   |
| Ś              | 12 | Milan Rašić             |             | 4 jeden     | 5 dwa       | 4 jeden  |   | 8   |
| A              | 14 | Aleksandar Atanasijević | 24 zmiana15 | 24 zmiana15 | 24 zmiana15 | 5 dwa    |   | 24  |
| Trener         |    |                         |             |             |             |          |   |     |
| Igor Kolaković |    |                         |             |             |             |          |   |     |

| Poz.          | Nr | Zawodnik            | 1           | 2           | 3           | 4           | 5 | Pkt |
| ------------- | -- | ------------------- | ----------- | ----------- | ----------- | ----------- | - | --- |
| Ś             | 2  | Ahmed Kadhi         | 6 trzy      | 7 cztery    | 6 trzy      | 6 trzy      |   | 8   |
| P             | 7  | Elyes Karamosly     | 5 dwa       | 6 trzy      | 5 dwa       | 22 zmiana13 |   | 10  |
| P             | 13 | Noureddine Hfaiedh  | 8 pięć      | 9 sześć     | 8 pięć      | 8 pięć      |   | 2   |
| Ś             | 14 | Bilel Ben Hassine   | 9 sześć     | 4 jeden     | 9 sześć     | 9 sześć     |   | 12  |
| R             | 15 | Mehdi Ben Cheikh    | 4 jeden     | 5 dwa       |             | 17 zmiana8  |   |     |
| A             | 16 | Hichem Kaabi        | 7 cztery    | 8 pięć      |             | 4 pusty     |   | 3   |
| L             | 12 | Anouer Taouerghi    | L           | L           | L           | L           |   |     |
| Zmiany        |    |                     |             |             |             |             |   |     |
| P             | 3  | Marouane M'rabet    |             |             | 23 zmiana14 | 23 zmiana14 |   |     |
| R             | 8  | Mohamed Ben Slimane | 25 zmiana16 | 25 zmiana16 | 4 jeden     | 4 jeden     |   | 2   |
| A             | 10 | Hamza Nagga         | 24 zmiana15 | 24 zmiana15 | 7 cztery    | 7 cztery    |   | 22  |
| P             | 11 | Ismail Moalla       |             |             | 16 zmiana7  | 5 dwa       |   | 1   |
| Ś             | 18 | Hakim Zouari        | 11 zmiana2  |             |             | 4 pusty     |   |     |
| Trener        |    |                     |             |             |             |             |   |     |
| Fethi Mkaouer |    |                     |             |             |             |             |   |     |

Statystyki meczowe
| Serbia | STATYSTYKI        | Tunezja |
| 95     | MAŁE PUNKTY       | 79      |
| 57     | ATAK              | 46      |
| 18     | BLOK              | 11      |
| 9      | SERWIS            | 3       |
| 11     | BŁĘDY PRZECIWNIKA | 19      |

| Rozkład punktów |
| --------------- |
|                 |

| Ustawienia wyjściowe drużyn |
| --- |
| \| U. Kovačević Stanković Starović Nikić Podraščanin Mitić Rosić Ben Cheikh Karamosly Kadhi Kaabi Hfaiedh Ben Hassine Taouerghi \| |
| |
| U. Kovačević Stanković Starović Nikić Podraščanin Mitić Rosić Ben Cheikh Karamosly Kadhi Kaabi Hfaiedh Ben Hassine Taouerghi       |

### Stany Zjednoczone - Niemcy
Wtorek, 31 lipca 2012 – 17:03 (UTC+1) • Earls Court Exhibition Centre, Londyn
Widzów: 13000
Czas trwania meczu: 89 minut
Sędziowie: Mohamed Nasr Shaaban (Egipt) i Rolando Hugo Cholakian (Argentyna)
| Stany Zjednoczone      | 3:0                                                | Niemcy              |
| Clayton Stanley 16 pkt | (25:23, 25:16, 25:20) raport raport P-2 raport P-3 | Georg Grozer 12 pkt |

| Poz.       | Nr | Zawodnik          | 1          | 2          | 3           | 4 | 5 | Pkt |
| ---------- | -- | ----------------- | ---------- | ---------- | ----------- | - | - | --- |
| P          | 1  | Matthew Anderson  | 9 sześć    | 4 jeden    | 9 sześć     |   |   | 15  |
| Ś          | 4  | David Lee         | 4 jeden    | 5 dwa      | 4 jeden     |   |   | 8   |
| R          | 7  | Donald Suxho      | 8 pięć     | 9 sześć    | 8 pięć      |   |   | 2   |
| P          | 8  | William Priddy    | 6 trzy     | 7 cztery   | 6 trzy      |   |   | 8   |
| Ś          | 12 | Russell Holmes    | 7 cztery   | 8 pięć     | 7 cztery    |   |   | 9   |
| A          | 13 | Clayton Stanley   | 5 dwa      | 6 trzy     | 5 dwa       |   |   | 16  |
| L          | 5  | Richard Lambourne | L          | L          | L           |   |   |     |
| Zmiany     |    |                   |            |            |             |   |   |     |
| P          | 6  | Paul Lotman       | 13 zmiana4 | 13 zmiana4 | 21 zmiana12 |   |   |     |
| A          | 16 | David McKienzie   | 16 zmiana7 |            | 16 zmiana7  |   |   |     |
| Trener     |    |                   |            |            |             |   |   |     |
| Alan Knipe |    |                   |            |            |             |   |   |     |

| Poz.         | Nr | Zawodnik          | 1           | 2           | 3          | 4 | 5 | Pkt |
| ------------ | -- | ----------------- | ----------- | ----------- | ---------- | - | - | --- |
| P            | 5  | Björn Andrae      | 6 trzy      | 6 trzy      |            |   |   | 2   |
| P            | 6  | Denis Kaliberda   | 9 sześć     | 9 sześć     | 4 jeden    |   |   | 6   |
| Ś            | 8  | Marcus Böhme      | 7 cztery    | 7 cztery    | 8 pięć     |   |   | 7   |
| A            | 9  | Georg Grozer      | 5 dwa       | 5 dwa       | 6 trzy     |   |   | 12  |
| R            | 11 | Lukas Kampa       | 8 pięć      | 8 pięć      | 9 sześć    |   |   | 3   |
| Ś            | 15 | Max Günthör       | 4 jeden     | 4 jeden     | 5 dwa      |   |   | 5   |
| L            | 2  | Markus Steuerwald | L           | L           | L          |   |   |     |
| Zmiany       |    |                   |             |             |            |   |   |     |
| P            | 3  | Sebastian Schwarz |             | 14 zmiana5  | 7 cztery   |   |   | 3   |
| R            | 4  | Simon Tischer     | 18 zmiana9  | 18 zmiana9  |            |   |   |     |
| A            | 10 | Jochen Schöps     | 20 zmiana11 | 20 zmiana11 |            |   |   |     |
| Ś            | 13 | Christian Dünnes  |             |             | 12 zmiana3 |   |   |     |
| Trener       |    |                   |             |             |            |   |   |     |
| Vital Heynen |    |                   |             |             |            |   |   |     |

Statystyki meczowe
| Stany Zjednoczone | STATYSTYKI        | Niemcy |
| 75                | MAŁE PUNKTY       | 59     |
| 41                | ATAK              | 30     |
| 11                | BLOK              | 4      |
| 6                 | SERWIS            | 4      |
| 17                | BŁĘDY PRZECIWNIKA | 21     |

| Rozkład punktów |
| --------------- |
|                 |

| Ustawienia wyjściowe drużyn                                                                                     |
| --- |
| \| Lee Stanley Priddy Holmes Suxho Anderson Lambourne Günthör Grozer Andrae Böhme Kampa Kaliberda Steuerwald \| |
| |
| Lee Stanley Priddy Holmes Suxho Anderson Lambourne Günthör Grozer Andrae Böhme Kampa Kaliberda Steuerwald       |

### Brazylia - Rosja
Wtorek, 31 lipca 2012 – 22:00 (UTC+1) • Earls Court Exhibition Centre, Londyn
Widzów: 14800
Czas trwania meczu: 89 minut
Sędziowie: Béla Hóbor (Węgry) i Wang Ning (Chiny)
| Brazylia             | 3:0                                                | Rosja                   |
| Murilo Endres 13 pkt | (25:21, 25:23, 25:21) raport raport P-2 raport P-3 | Dmitrij Muserski 13 pkt |

| Poz.             | Nr | Zawodnik            | 1          | 2          | 3          | 4 | 5 | Pkt |
| ---------------- | -- | ------------------- | ---------- | ---------- | ---------- | - | - | --- |
| R                | 1  | Bruno Rezende       | 6 trzy     | 5 dwa      | 6 trzy     |   |   | 5   |
| Ś                | 5  | Sidão               | 8 pięć     | 7 cztery   | 8 pięć     |   |   | 7   |
| A                | 6  | Leandro Vissotto    | 9 sześć    | 8 pięć     | 9 sześć    |   |   | 8   |
| P                | 8  | Murilo Endres       | 7 cztery   | 6 trzy     | 7 cztery   |   |   | 13  |
| Ś                | 16 | Lucas Saatkamp      | 5 dwa      | 4 jeden    | 5 dwa      |   |   | 6   |
| P                | 18 | Dante Amaral        | 4 jeden    | 9 sześć    | 4 jeden    |   |   | 7   |
| L                | 10 | Sérgio Dutra Santos | L          | L          | L          |   |   |     |
| Zmiany           |    |                     |            |            |            |   |   |     |
| R                | 4  | Wallace de Souza    | 10 zmiana1 |            | 10 zmiana1 |   |   | 1   |
| P                | 11 | Thiago Alves        |            | 15 zmiana6 |            |   |   |     |
| Ś                | 14 | Rodrigão            | 14 zmiana5 |            |            |   |   |     |
| R                | 17 | Ricardo Garcia      | 15 zmiana6 |            | 15 zmiana6 |   |   |     |
| Trener           |    |                     |            |            |            |   |   |     |
| Bernardo Rezende |    |                     |            |            |            |   |   |     |

| Poz.            | Nr | Zawodnik            | 1           | 2           | 3           | 4 | 5 | Pkt |
| --------------- | -- | ------------------- | ----------- | ----------- | ----------- | - | - | --- |
| Ś               | 3  | Nikołaj Apalikow    | 5 dwa       | 5 dwa       | 8 pięć      |   |   | 6   |
| P               | 4  | Taras Chtiej        | 4 jeden     | 4 jeden     | 7 cztery    |   |   | 5   |
| R               | 12 | Aleksandr But´ko    | 9 sześć     | 9 sześć     | 6 trzy      |   |   | 1   |
| Ś               | 13 | Dmitrij Muserski    | 8 pięć      | 8 pięć      | 5 dwa       |   |   | 13  |
| P               | 15 | Dmitrij Iljinych    | 7 cztery    | 7 cztery    |             |   |   | 6   |
| A               | 17 | Maksim Michajłow    | 6 trzy      | 6 trzy      | 9 sześć     |   |   | 12  |
| L               | 20 | Aleksiej Obmoczajew | L           | L           | L           |   |   |     |
| Zmiany          |    |                     |             |             |             |   |   |     |
| R               | 5  | Siergiej Grankin    |             |             | 22 zmiana13 |   |   |     |
| P               | 8  | Siergiej Tietiuchin | 24 zmiana15 | 24 zmiana15 | 4 jeden     |   |   | 4   |
| P               | 9  | Aleksandr Sokołow   | 13 zmiana4  | 13 zmiana4  |             |   |   |     |
| P               | 10 | Jurij Bierieżko     |             |             | 13 zmiana4  |   |   | 3   |
| Trener          |    |                     |             |             |             |   |   |     |
| Władimir Alekno |    |                     |             |             |             |   |   |     |

Statystyki meczowe
| Brazylia | STATYSTYKI        | Rosja |
| 75       | MAŁE PUNKTY       | 65    |
| 34       | ATAK              | 44    |
| 9        | BLOK              | 5     |
| 4        | SERWIS            | 1     |
| 28       | BŁĘDY PRZECIWNIKA | 15    |

| Rozkład punktów |
| --------------- |
|                 |

| Ustawienia wyjściowe drużyn                                                                                          |
| --- |
| \| Dante Lucas Rezende Murilo Sidão Vissotto Sérgio Chtiej Apalikow Michajłow Iljinych Muserski But’ko Obmoczajew \| |
| |
| Dante Lucas Rezende Murilo Sidão Vissotto Sérgio Chtiej Apalikow Michajłow Iljinych Muserski But’ko Obmoczajew       |

## 3. kolejka

### Serbia - Niemcy
Czwartek, 2 sierpnia 2012 – 9:30 (UTC+1) • Earls Court Exhibition Centre, Londyn
Widzów: 14000
Czas trwania meczu: 147 minut
Sędziowie: Béla Hóbor (Węgry) i Rolando Hugo Cholakian (Argentyna)
| Serbia                         | 2:3                                                              | Niemcy              |
| Aleksandar Atanasijević 22 pkt | (25:22, 29:27, 18:25, 20:25, 18:20) raport raport P-2 raport P-3 | Georg Grozer 39 pkt |

| Poz.           | Nr | Zawodnik                | 1           | 2           | 3          | 4           | 5          | Pkt |
| -------------- | -- | ----------------------- | ----------- | ----------- | ---------- | ----------- | ---------- | --- |
| P              | 1  | Nikola Kovačević        | 4 jeden     | 6 trzy      | 7 cztery   | 6 trzy      | 6 trzy     | 13  |
| R              | 5  | Vlado Petković          | 9 sześć     | 8 pięć      | 9 sześć    | 8 pięć      | 8 pięć     | 1   |
| Ś              | 7  | Dragan Stanković        | 5 dwa       | 4 jeden     | 5 dwa      | 4 jeden     | 4 jeden    | 8   |
| P              | 10 | Miloš Nikić             | 7 cztery    | 9 sześć     | 4 jeden    | 9 sześć     | 9 sześć    | 16  |
| A              | 15 | Saša Starović           | 6 trzy      | 5 dwa       |            | 4 pusty     | 4 pusty    | 7   |
| Ś              | 18 | Marko Podraščanin       | 8 pięć      | 7 cztery    | 8 pięć     | 7 cztery    | 7 cztery   | 12  |
| L              | 19 | Nikola Rosić            | L           | L           | L          | L           | L          |     |
| Zmiany         |    |                         |             |             |            |             |            |     |
| P              | 2  | Uroš Kovačević          |             |             | 10 zmiana1 | 19 zmiana10 | 4 pusty    | 1   |
| P              | 4  | Bojan Janić             |             |             |            | 10 zmiana1  | 4 pusty    | 1   |
| R              | 11 | Mihajlo Mitić           | 14 zmiana5  | 14 zmiana5  | 14 zmiana5 | 14 zmiana5  | 14 zmiana5 | 3   |
| Ś              | 12 | Milan Rašić             |             | 16 zmiana7  | 16 zmiana7 | 16 zmiana7  | 10 zmiana1 | 2   |
| A              | 14 | Aleksandar Atanasijević | 24 zmiana15 | 24 zmiana15 | 6 trzy     | 5 dwa       | 5 dwa      | 22  |
| Trener         |    |                         |             |             |            |             |            |     |
| Igor Kolaković |    |                         |             |             |            |             |            |     |

| Poz.         | Nr | Zawodnik          | 1          | 2          | 3          | 4           | 5           | Pkt |
| ------------ | -- | ----------------- | ---------- | ---------- | ---------- | ----------- | ----------- | --- |
| P            | 1  | Marcus Popp       | 7 cztery   | 7 cztery   | 7 cztery   | 7 cztery    | 7 cztery    | 5   |
| R            | 4  | Simon Tischer     | 9 sześć    | 9 sześć    |            | 20 zmiana11 | 15 zmiana6  | 2   |
| P            | 6  | Denis Kaliberda   | 4 jeden    | 4 jeden    | 4 jeden    | 4 jeden     | 4 jeden     | 11  |
| Ś            | 8  | Marcus Böhme      | 8 pięć     | 8 pięć     | 8 pięć     | 8 pięć      | 8 pięć      | 7   |
| A            | 9  | Georg Grozer      | 6 trzy     | 6 trzy     | 6 trzy     | 6 trzy      | 6 trzy      | 39  |
| Ś            | 15 | Max Günthör       | 5 dwa      | 5 dwa      | 5 dwa      | 5 dwa       | 5 dwa       | 20  |
| L            | 2  | Markus Steuerwald | L          | L          | L          | L           | L           |     |
| Zmiany       |    |                   |            |            |            |             |             |     |
| P            | 5  | Björn Andrae      |            | 15 zmiana6 |            | 4 pusty     | 4 pusty     |     |
| A            | 10 | Jochen Schöps     | 13 zmiana4 |            | 10 zmiana1 | 10 zmiana1  | 10 zmiana1  |     |
| R            | 11 | Lukas Kampa       | 18 zmiana9 | 13 zmiana4 | 9 sześć    | 9 sześć     | 9 sześć     | 5   |
| Ś            | 13 | Christian Dünnes  |            | 10 zmiana1 |            | 4 pusty     | 20 zmiana11 |     |
| Trener       |    |                   |            |            |            |             |             |     |
| Vital Heynen |    |                   |            |            |            |             |             |     |

Statystyki meczowe
| Serbia | STATYSTYKI        | Niemcy |
| 110    | MAŁE PUNKTY       | 119    |
| 73     | ATAK              | 63     |
| 10     | BLOK              | 21     |
| 3      | SERWIS            | 5      |
| 24     | BŁĘDY PRZECIWNIKA | 30     |

| Rozkład punktów |
| --------------- |
|                 |

| Ustawienia wyjściowe drużyn                                                                                                   |
| --- |
| \| N. Kovačević Stanković Starović Nikić Podraščanin Petković Rosić Kaliberda Günthör Grozer Popp Böhme Tischer Steuerwald \| |
| |
| N. Kovačević Stanković Starović Nikić Podraščanin Petković Rosić Kaliberda Günthör Grozer Popp Böhme Tischer Steuerwald       |

### Rosja - Tunezja
Czwartek, 2 sierpnia 2012 – 14:45 (UTC+1) • Earls Court Exhibition Centre, Londyn
Widzów: 13000
Czas trwania meczu: 84 minuty
Sędziowie: Akihiko Tano (Japonia) i Mitchell Davidson (Kanada)
| Rosja                   | 3:0                                                | Tunezja            |
| Maksim Michajłow 15 pkt | (25:21, 25:15, 25:23) raport raport P-2 raport P-3 | Hamza Nagga 14 pkt |

| Poz.            | Nr | Zawodnik            | 1          | 2           | 3           | 4 | 5 | Pkt |
| --------------- | -- | ------------------- | ---------- | ----------- | ----------- | - | - | --- |
| Ś               | 3  | Nikołaj Apalikow    | 5 dwa      | 5 dwa       | 5 dwa       |   |   | 9   |
| P               | 4  | Taras Chtiej        | 4 jeden    | 4 jeden     |             |   |   | 5   |
| P               | 8  | Siergiej Tietiuchin | 7 cztery   | 7 cztery    | 22 zmiana13 |   |   | 8   |
| R               | 12 | Aleksandr But´ko    | 9 sześć    | 9 sześć     |             |   |   | 1   |
| Ś               | 13 | Dmitrij Muserski    | 8 pięć     | 8 pięć      | 8 pięć      |   |   | 7   |
| A               | 17 | Maksim Michajłow    | 6 trzy     | 6 trzy      | 6 trzy      |   |   | 15  |
| L               | 20 | Aleksiej Obmoczajew | L          | L           | L           |   |   |     |
| Zmiany          |    |                     |            |             |             |   |   |     |
| R               | 5  | Siergiej Grankin    |            | 21 zmiana12 | 9 sześć     |   |   | 1   |
| P               | 9  | Aleksandr Sokołow   | 13 zmiana4 | 13 zmiana4  | 24 zmiana15 |   |   |     |
| P               | 10 | Jurij Bierieżko     |            |             | 4 jeden     |   |   | 4   |
| P               | 15 | Dmitrij Iljinych    |            |             | 7 cztery    |   |   | 5   |
| Trener          |    |                     |            |             |             |   |   |     |
| Władimir Alekno |    |                     |            |             |             |   |   |     |

| Poz.          | Nr | Zawodnik            | 1           | 2           | 3           | 4 | 5 | Pkt |
| ------------- | -- | ------------------- | ----------- | ----------- | ----------- | - | - | --- |
| Ś             | 2  | Ahmed Kadhi         | 7 cztery    | 6 trzy      | 7 cztery    |   |   | 4   |
| R             | 8  | Mohamed Ben Slimane | 5 dwa       | 4 jeden     | 19 zmiana10 |   |   |     |
| A             | 10 | Hamza Nagga         | 8 pięć      | 7 cztery    | 8 pięć      |   |   | 14  |
| P             | 11 | Ismail Moalla       | 6 trzy      | 5 dwa       | 9 sześć     |   |   | 9   |
| P             | 13 | Noureddine Hfaiedh  | 9 sześć     | 8 pięć      |             |   |   | 2   |
| Ś             | 14 | Bilel Ben Hassine   | 4 jeden     | 9 sześć     | 4 jeden     |   |   | 3   |
| L             | 12 | Anouer Taouerghi    | L           | L           | L           |   |   |     |
| Zmiany        |    |                     |             |             |             |   |   |     |
| P             | 3  | Marouane M'rabet    |             | 23 zmiana14 |             |   |   |     |
| P             | 7  | Elyes Karamosly     |             |             | 6 trzy      |   |   | 3   |
| R             | 15 | Mehdi Ben Cheikh    |             | 19 zmiana10 | 5 dwa       |   |   |     |
| A             | 16 | Hichem Kaabi        |             | 17 zmiana8  | 24 zmiana15 |   |   | 2   |
| Ś             | 18 | Hakim Zouari        | 23 zmiana14 |             |             |   |   | 1   |
| Trener        |    |                     |             |             |             |   |   |     |
| Fethi Mkaouer |    |                     |             |             |             |   |   |     |

Statystyki meczowe
| Rosja | STATYSTYKI        | Tunezja |
| 75    | MAŁE PUNKTY       | 59      |
| 42    | ATAK              | 34      |
| 10    | BLOK              | 4       |
| 3     | SERWIS            | 0       |
| 20    | BŁĘDY PRZECIWNIKA | 21      |

| Rozkład punktów |
| --------------- |
|                 |

| Ustawienia wyjściowe drużyn |
| --- |
| \| Chtiej Apalikow Michajłow Tietiuchin Muserski But’ko Obmoczajew Ben Hassine Ben Slimane Moalla Kadhi Nagga Hfaiedh Taouerghi \| |
| |
| Chtiej Apalikow Michajłow Tietiuchin Muserski But’ko Obmoczajew Ben Hassine Ben Slimane Moalla Kadhi Nagga Hfaiedh Taouerghi       |

### Brazylia - Stany Zjednoczone
Czwartek, 2 sierpnia 2012 – 20:00 (UTC+1) • Earls Court Exhibition Centre, Londyn
Widzów: 11500
Czas trwania meczu: 126 minut
Sędziowie: Frans Loderus (Holandia) i José Vélez Mercado (Portoryko)
| Brazylia                | 1:3                                                       | Stany Zjednoczone      |
| Leandro Vissotto 15 pkt | (25:23, 25:27, 19:25, 17:25) raport raport P-2 raport P-3 | Clayton Stanley 19 pkt |

| Poz.             | Nr | Zawodnik            | 1          | 2          | 3          | 4          | 5 | Pkt |
| ---------------- | -- | ------------------- | ---------- | ---------- | ---------- | ---------- | - | --- |
| R                | 1  | Bruno Rezende       | 8 pięć     | 7 cztery   | 7 cztery   | 6 trzy     |   | 2   |
| Ś                | 5  | Sidão               | 4 jeden    | 9 sześć    | 9 sześć    | 8 pięć     |   | 6   |
| A                | 6  | Leandro Vissotto    | 5 dwa      | 4 jeden    | 4 jeden    | 9 sześć    |   | 15  |
| P                | 8  | Murilo Endres       | 9 sześć    | 8 pięć     | 8 pięć     | 7 cztery   |   | 12  |
| Ś                | 16 | Lucas Saatkamp      | 7 cztery   | 6 trzy     | 6 trzy     | 5 dwa      |   | 11  |
| P                | 18 | Dante Amaral        | 6 trzy     | 5 dwa      | 5 dwa      | 4 jeden    |   | 7   |
| L                | 10 | Sérgio Dutra Santos | L          | L          | L          | L          |   |     |
| Zmiany           |    |                     |            |            |            |            |   |     |
| R                | 4  | Wallace de Souza    | 10 zmiana1 | 10 zmiana1 | 10 zmiana1 | 10 zmiana1 |   | 8   |
| P                | 7  | Giba                |            |            |            | 17 zmiana8 |   | 2   |
| Ś                | 14 | Rodrigão            | 14 zmiana5 |            | 14 zmiana5 | 14 zmiana5 |   |     |
| R                | 17 | Ricardo Garcia      | 15 zmiana6 | 15 zmiana6 | 15 zmiana6 | 15 zmiana6 |   |     |
| Trener           |    |                     |            |            |            |            |   |     |
| Bernardo Rezende |    |                     |            |            |            |            |   |     |

| Poz.       | Nr | Zawodnik          | 1          | 2          | 3          | 4          | 5 | Pkt |
| ---------- | -- | ----------------- | ---------- | ---------- | ---------- | ---------- | - | --- |
| P          | 1  | Matthew Anderson  | 4 jeden    | 9 sześć    | 9 sześć    | 9 sześć    |   | 14  |
| Ś          | 4  | David Lee         | 5 dwa      | 4 jeden    | 4 jeden    | 4 jeden    |   | 9   |
| R          | 7  | Donald Suxho      | 9 sześć    | 8 pięć     | 8 pięć     | 8 pięć     |   | 3   |
| P          | 8  | William Priddy    | 7 cztery   | 6 trzy     | 6 trzy     | 6 trzy     |   | 17  |
| Ś          | 12 | Russell Holmes    | 8 pięć     | 7 cztery   | 7 cztery   | 7 cztery   |   | 9   |
| A          | 13 | Clayton Stanley   | 6 trzy     | 5 dwa      | 5 dwa      | 5 dwa      |   | 19  |
| L          | 5  | Richard Lambourne | L          | L          | L          | L          |   |     |
| Zmiany     |    |                   |            |            |            |            |   |     |
| P          | 2  | Sean Rooney       |            | 10 zmiana1 |            | 4 pusty    |   |     |
| P          | 6  | Paul Lotman       |            |            | 16 zmiana7 | 4 pusty    |   |     |
| A          | 16 | David McKienzie   | 13 zmiana4 |            | 13 zmiana4 | 16 zmiana7 |   | 1   |
| Ś          | 20 | David Smith       | 16 zmiana7 | 16 zmiana7 |            | 4 pusty    |   |     |
| Trener     |    |                   |            |            |            |            |   |     |
| Alan Knipe |    |                   |            |            |            |            |   |     |

Statystyki meczowe
| Brazylia | STATYSTYKI        | Stany Zjednoczone |
| 86       | MAŁE PUNKTY       | 100               |
| 56       | ATAK              | 57                |
| 2        | BLOK              | 6                 |
| 5        | SERWIS            | 9                 |
| 23       | BŁĘDY PRZECIWNIKA | 28                |

| Rozkład punktów |
| --------------- |
|                 |

| Ustawienia wyjściowe drużyn                                                                               |
| --- |
| \| Sidão Vissotto Dante Lucas Rezende Murilo Sérgio Anderson Lee Stanley Priddy Holmes Suxho Lambourne \| |
| |
| Sidão Vissotto Dante Lucas Rezende Murilo Sérgio Anderson Lee Stanley Priddy Holmes Suxho Lambourne       |

## 4. kolejka

### Niemcy - Tunezja
Sobota, 4 sierpnia 2012 – 9:30 (UTC+1) • Earls Court Exhibition Centre, Londyn
Widzów: 11000
Czas trwania meczu: 73 minuty
Sędziowie: Brian McDougall (Wielka Brytania) i Denny Céspedes Lassi (Dominikana)
| Niemcy                 | 3:0                                                | Tunezja            |
| Denis Kaliberda 13 pkt | (25:15, 25:16, 25:16) raport raport P-2 raport P-3 | Hamza Nagga 14 pkt |

| Poz.         | Nr | Zawodnik          | 1        | 2        | 3        | 4 | 5 | Pkt |
| ------------ | -- | ----------------- | -------- | -------- | -------- | - | - | --- |
| P            | 1  | Marcus Popp       | 7 cztery | 7 cztery | 7 cztery |   |   | 11  |
| P            | 6  | Denis Kaliberda   | 4 jeden  | 4 jeden  | 4 jeden  |   |   | 13  |
| Ś            | 8  | Marcus Böhme      | 8 pięć   | 8 pięć   | 8 pięć   |   |   | 10  |
| A            | 9  | Georg Grozer      | 6 trzy   | 6 trzy   | 6 trzy   |   |   | 11  |
| R            | 11 | Lukas Kampa       | 9 sześć  | 9 sześć  | 9 sześć  |   |   | 5   |
| Ś            | 15 | Max Günthör       | 5 dwa    | 5 dwa    | 5 dwa    |   |   | 8   |
| L            | 2  | Markus Steuerwald | L        | L        | L        |   |   |     |
| Trener       |    |                   |          |          |          |   |   |     |
| Vital Heynen |    |                   |          |          |          |   |   |     |

| Poz.          | Nr | Zawodnik            | 1           | 2           | 3           | 4 | 5 | Pkt |
| ------------- | -- | ------------------- | ----------- | ----------- | ----------- | - | - | --- |
| Ś             | 2  | Ahmed Kadhi         | 6 trzy      | 7 cztery    | 6 trzy      |   |   | 10  |
| A             | 10 | Hamza Nagga         | 7 cztery    | 8 pięć      | 7 cztery    |   |   | 14  |
| P             | 11 | Ismail Moalla       | 5 dwa       |             | 8 pięć      |   |   | 1   |
| P             | 13 | Noureddine Hfaiedh  | 8 pięć      | 9 sześć     |             |   |   |     |
| Ś             | 14 | Bilel Ben Hassine   | 9 sześć     | 4 jeden     | 9 sześć     |   |   | 3   |
| R             | 15 | Mehdi Ben Cheikh    | 4 jeden     | 19 zmiana10 | 17 zmiana8  |   |   |     |
| L             | 12 | Anouer Taouerghi    | L           | L           | L           |   |   |     |
| Zmiany        |    |                     |             |             |             |   |   |     |
| P             | 7  | Elyes Karamosly     | 20 zmiana11 | 6 trzy      | 5 dwa       |   |   | 5   |
| R             | 8  | Mohamed Ben Slimane | 19 zmiana10 | 5 dwa       | 4 jeden     |   |   |     |
| A             | 16 | Hichem Kaabi        | 24 zmiana15 | 17 zmiana8  |             |   |   | 1   |
| Ś             | 18 | Hakim Zouari        |             |             | 23 zmiana14 |   |   |     |
| Trener        |    |                     |             |             |             |   |   |     |
| Fethi Mkaouer |    |                     |             |             |             |   |   |     |

Statystyki meczowe
| Niemcy | STATYSTYKI        | Tunezja |
| 75     | MAŁE PUNKTY       | 47      |
| 41     | ATAK              | 31      |
| 14     | BLOK              | 2       |
| 3      | SERWIS            | 1       |
| 17     | BŁĘDY PRZECIWNIKA | 13      |

| Rozkład punktów |
| --------------- |
|                 |

| Ustawienia wyjściowe drużyn                                                                                            |
| --- |
| \| Kaliberda Günthör Grozer Popp Böhme Kampa Steuerwald Ben Cheikh Moalla Kadhi Nagga Hfaiedh Ben Hassine Taouerghi \| |
| |
| Kaliberda Günthör Grozer Popp Böhme Kampa Steuerwald Ben Cheikh Moalla Kadhi Nagga Hfaiedh Ben Hassine Taouerghi       |

### Rosja - Stany Zjednoczone
Sobota, 4 sierpnia 2012 – 17:10 (UTC+1) • Earls Court Exhibition Centre, Londyn
Widzów: 13650
Czas trwania meczu: 148 minut
Sędziowie: Béla Hóbor (Węgry) i Rolando Hugo Cholakian (Argentyna)
| Rosja                   | 3:2                                                             | Stany Zjednoczone       |
| Maksim Michajłow 27 pkt | (27:29, 19:25, 26:24, 25:16, 15:8) raport raport P-2 raport P-3 | Matthew Anderson 18 pkt |

| Poz.            | Nr | Zawodnik            | 1          | 2           | 3           | 4           | 5           | Pkt |
| --------------- | -- | ------------------- | ---------- | ----------- | ----------- | ----------- | ----------- | --- |
| Ś               | 3  | Nikołaj Apalikow    | 5 dwa      | 5 dwa       |             | 4 pusty     | 4 pusty     | 1   |
| P               | 4  | Taras Chtiej        | 4 jeden    | 4 jeden     | 14 zmiana5  | 4 pusty     | 14 zmiana5  | 4   |
| P               | 8  | Siergiej Tietiuchin | 7 cztery   | 7 cztery    | 9 sześć     | 4 jeden     | 4 jeden     | 21  |
| R               | 12 | Aleksandr But´ko    | 9 sześć    | 9 sześć     |             | 4 pusty     | 4 pusty     | 3   |
| A               | 17 | Maksim Michajłow    | 6 trzy     | 6 trzy      | 8 pięć      | 9 sześć     | 9 sześć     | 27  |
| Ś               | 18 | Aleksandr Wołkow    | 8 pięć     | 8 pięć      | 4 jeden     | 5 dwa       | 5 dwa       | 16  |
| L               | 20 | Aleksiej Obmoczajew | L          | L           | L           | L           | L           |     |
| Zmiany          |    |                     |            |             |             |             |             |     |
| R               | 5  | Siergiej Grankin    |            | 21 zmiana12 | 5 dwa       | 6 trzy      | 6 trzy      | 2   |
| P               | 9  | Aleksandr Sokołow   |            | 13 zmiana4  | 24 zmiana15 | 24 zmiana15 | 4 pusty     |     |
| P               | 10 | Jurij Bierieżko     | 13 zmiana4 |             | 22 zmiana13 | 22 zmiana13 | 22 zmiana13 | 1   |
| Ś               | 13 | Dmitrij Muserski    | 12 zmiana3 | 12 zmiana3  | 7 cztery    | 8 pięć      | 8 pięć      | 6   |
| P               | 15 | Dmitrij Iljinych    |            |             | 6 trzy      | 7 cztery    | 7 cztery    | 10  |
| Trener          |    |                     |            |             |             |             |             |     |
| Władimir Alekno |    |                     |            |             |             |             |             |     |

| Poz.       | Nr | Zawodnik          | 1           | 2          | 3           | 4           | 5          | Pkt |
| ---------- | -- | ----------------- | ----------- | ---------- | ----------- | ----------- | ---------- | --- |
| P          | 1  | Matthew Anderson  | 4 jeden     | 9 sześć    | 4 jeden     | 9 sześć     | 6 trzy     | 18  |
| Ś          | 4  | David Lee         | 5 dwa       | 4 jeden    | 5 dwa       | 4 jeden     | 7 cztery   | 12  |
| R          | 7  | Donald Suxho      | 9 sześć     | 8 pięć     | 9 sześć     | 8 pięć      | 5 dwa      |     |
| P          | 8  | William Priddy    | 7 cztery    | 6 trzy     | 7 cztery    | 6 trzy      | 11 zmiana2 | 11  |
| Ś          | 12 | Russell Holmes    | 8 pięć      | 7 cztery   | 8 pięć      | 7 cztery    | 4 jeden    | 5   |
| A          | 13 | Clayton Stanley   | 6 trzy      | 5 dwa      | 6 trzy      | 5 dwa       | 8 pięć     | 14  |
| L          | 5  | Richard Lambourne | L           | L          | L           | L           | L          |     |
| Zmiany     |    |                   |             |            |             |             |            |     |
| P          | 2  | Sean Rooney       |             |            |             | 17 zmiana8  | 9 sześć    | 7   |
| P          | 6  | Paul Lotman       | 21 zmiana12 |            | 21 zmiana12 | 4 pusty     | 4 pusty    |     |
| A          | 16 | David McKienzie   | 13 zmiana4  | 13 zmiana4 | 13 zmiana4  | 16 zmiana7  | 13 zmiana4 | 3   |
| Ś          | 20 | David Smith       | 16 zmiana7  |            | 16 zmiana7  | 21 zmiana12 | 4 pusty    |     |
| Trener     |    |                   |             |            |             |             |            |     |
| Alan Knipe |    |                   |             |            |             |             |            |     |

Statystyki meczowe
| Rosja | STATYSTYKI        | Stany Zjednoczone |
| 112   | MAŁE PUNKTY       | 102               |
| 67    | ATAK              | 49                |
| 16    | BLOK              | 15                |
| 8     | SERWIS            | 6                 |
| 21    | BŁĘDY PRZECIWNIKA | 32                |

| Rozkład punktów |
| --------------- |
|                 |

| Ustawienia wyjściowe drużyn                                                                                            |
| --- |
| \| Chtiej Apalikow Michajłow Tietiuchin Wołkow But’ko Obmoczajew Anderson Lee Stanley Priddy Holmes Suxho Lambourne \| |
| |
| Chtiej Apalikow Michajłow Tietiuchin Wołkow But’ko Obmoczajew Anderson Lee Stanley Priddy Holmes Suxho Lambourne       |

### Brazylia - Serbia
Sobota, 4 sierpnia 2012 – 22:45 (UTC+1) • Earls Court Exhibition Centre, Londyn
Widzów: 11000
Czas trwania meczu: 131 minut
Sędziowie: Wang Ning (Chiny) i Simone Santi (Włochy)
| Brazylia                                | 3:2                                                             | Serbia                  |
| Sidnei Dos Santos Junior (Sidão) 15 pkt | (22:25, 25:15, 20:25, 25:22, 15:9) raport raport P-2 raport P-3 | Nikola Kovačević 16 pkt |

| Poz.             | Nr | Zawodnik            | 1          | 2           | 3          | 4          | 5        | Pkt |
| ---------------- | -- | ------------------- | ---------- | ----------- | ---------- | ---------- | -------- | --- |
| R                | 1  | Bruno Rezende       | 4 jeden    | 9 sześć     | 9 sześć    | 9 sześć    | 9 sześć  | 3   |
| Ś                | 5  | Sidão               | 6 trzy     | 5 dwa       | 5 dwa      | 5 dwa      | 5 dwa    | 15  |
| A                | 6  | Leandro Vissotto    | 7 cztery   | 6 trzy      | 6 trzy     | 10 zmiana1 | 4 pusty  | 10  |
| P                | 8  | Murilo Endres       | 5 dwa      | 4 jeden     | 4 jeden    | 4 jeden    | 4 jeden  | 12  |
| Ś                | 16 | Lucas Saatkamp      | 9 sześć    | 8 pięć      | 8 pięć     | 4 pusty    | 4 pusty  | 7   |
| P                | 18 | Dante Amaral        | 8 pięć     | 7 cztery    | 7 cztery   | 7 cztery   | 7 cztery | 9   |
| L                | 10 | Sérgio Dutra Santos | L          | L           | L          | L          | L        |     |
| Zmiany           |    |                     |            |             |            |            |          |     |
| R                | 4  | Wallace de Souza    | 10 zmiana1 |             | 10 zmiana1 | 6 trzy     | 6 trzy   | 8   |
| Ś                | 14 | Rodrigão            | 14 zmiana5 | 25 zmiana16 |            | 8 pięć     | 8 pięć   | 4   |
| R                | 17 | Ricardo Garcia      | 15 zmiana6 |             | 15 zmiana6 | 13 zmiana4 | 4 pusty  |     |
| Trener           |    |                     |            |             |            |            |          |     |
| Bernardo Rezende |    |                     |            |             |            |            |          |     |

| Poz.           | Nr | Zawodnik                | 1           | 2           | 3           | 4           | 5           | Pkt |
| -------------- | -- | ----------------------- | ----------- | ----------- | ----------- | ----------- | ----------- | --- |
| P              | 1  | Nikola Kovačević        | 7 cztery    | 6 trzy      | 7 cztery    | 6 trzy      | 7 cztery    | 16  |
| P              | 2  | Uroš Kovačević          | 4 jeden     | 9 sześć     | 4 jeden     | 9 sześć     | 4 jeden     | 10  |
| R              | 5  | Vlado Petković          | 9 sześć     | 8 pięć      | 9 sześć     | 8 pięć      | 9 sześć     | 2   |
| Ś              | 7  | Dragan Stanković        | 5 dwa       | 4 jeden     | 5 dwa       | 4 jeden     | 5 dwa       | 6   |
| A              | 15 | Saša Starović           | 6 trzy      | 5 dwa       | 6 trzy      | 5 dwa       | 6 trzy      | 8   |
| Ś              | 18 | Marko Podraščanin       | 8 pięć      | 7 cztery    | 8 pięć      | 7 cztery    | 8 pięć      | 11  |
| L              | 19 | Nikola Rosić            | L           | L           | L           | L           | L           |     |
| Zmiany         |    |                         |             |             |             |             |             |     |
| P              | 4  | Bojan Janić             | 10 zmiana1  | 11 zmiana2  |             | 4 pusty     | 11 zmiana2  | 3   |
| R              | 11 | Mihajlo Mitić           | 11 zmiana2  | 14 zmiana5  | 10 zmiana1  | 14 zmiana5  | 14 zmiana5  |     |
| Ś              | 12 | Milan Rašić             | 16 zmiana7  | 16 zmiana7  | 16 zmiana7  | 16 zmiana7  | 16 zmiana7  |     |
| A              | 14 | Aleksandar Atanasijević | 24 zmiana15 | 24 zmiana15 | 24 zmiana15 | 24 zmiana15 | 24 zmiana15 | 14  |
| Trener         |    |                         |             |             |             |             |             |     |
| Igor Kolaković |    |                         |             |             |             |             |             |     |

Statystyki meczowe
| Brazylia | STATYSTYKI        | Serbia |
| 107      | MAŁE PUNKTY       | 96     |
| 48       | ATAK              | 55     |
| 13       | BLOK              | 11     |
| 7        | SERWIS            | 4      |
| 39       | BŁĘDY PRZECIWNIKA | 26     |

| Rozkład punktów |
| --------------- |
|                 |

| Ustawienia wyjściowe drużyn |
| --- |
| \| Rezende Murilo Sidão Vissotto Dante Lucas Sérgio U. Kovačević Stanković Starović N. Kovačević Podraščanin Petković Rosić \| |
| |
| Rezende Murilo Sidão Vissotto Dante Lucas Sérgio U. Kovačević Stanković Starović N. Kovačević Podraščanin Petković Rosić       |

## 5. kolejka

### Rosja - Serbia
Poniedziałek, 6 sierpnia 2012 – 11:55 (UTC+1) • Earls Court Exhibition Centre, Londyn
Widzów: 12000
Czas trwania meczu: 77 minut
Sędziowie: Rolando Hugo Cholakian (Argentyna) i Susana María Rodríguez Játiva (Hiszpania)
| Rosja                  | 3:0                                                | Serbia                         |
| Maksim Michajłow18 pkt | (25:15, 25:20, 25:17) raport raport P-2 raport P-3 | Aleksandar Atanasijević 18 pkt |

| Poz.            | Nr | Zawodnik            | 1          | 2           | 3           | 4 | 5 | Pkt |
| --------------- | -- | ------------------- | ---------- | ----------- | ----------- | - | - | --- |
| Ś               | 3  | Nikołaj Apalikow    | 5 dwa      | 5 dwa       | 5 dwa       |   |   | 8   |
| P               | 4  | Taras Chtiej        | 4 jeden    | 4 jeden     | 4 jeden     |   |   | 10  |
| R               | 5  | Siergiej Grankin    | 9 sześć    | 9 sześć     | 9 sześć     |   |   | 6   |
| P               | 8  | Siergiej Tietiuchin | 7 cztery   |             |             |   |   | 3   |
| Ś               | 13 | Dmitrij Muserski    | 8 pięć     | 8 pięć      | 8 pięć      |   |   | 7   |
| A               | 17 | Maksim Michajłow    | 6 trzy     | 6 trzy      | 6 trzy      |   |   | 18  |
| L               | 20 | Aleksiej Obmoczajew | L          | L           | L           |   |   |     |
| Zmiany          |    |                     |            |             |             |   |   |     |
| P               | 9  | Aleksandr Sokołow   | 13 zmiana4 |             | 13 zmiana4  |   |   |     |
| P               | 10 | Jurij Bierieżko     |            | 7 cztery    | 7 cztery    |   |   | 5   |
| R               | 12 | Aleksandr But´ko    |            | 26 zmiana17 | 14 zmiana5  |   |   | 1   |
| P               | 15 | Dmitrij Iljinych    |            | 14 zmiana5  | 26 zmiana17 |   |   | 1   |
| Trener          |    |                     |            |             |             |   |   |     |
| Władimir Alekno |    |                     |            |             |             |   |   |     |

| Poz.           | Nr | Zawodnik                | 1          | 2           | 3        | 4 | 5 | Pkt |
| -------------- | -- | ----------------------- | ---------- | ----------- | -------- | - | - | --- |
| P              | 1  | Nikola Kovačević        | 6 trzy     | 7 cztery    |          |   |   | 3   |
| R              | 5  | Vlado Petković          | 8 pięć     |             |          |   |   |     |
| Ś              | 7  | Dragan Stanković        | 4 jeden    |             |          |   |   |     |
| P              | 10 | Miloš Nikić             | 9 sześć    | 4 jeden     |          |   |   | 3   |
| A              | 14 | Aleksandar Atanasijević | 5 dwa      | 6 trzy      | 5 dwa    |   |   | 18  |
| Ś              | 18 | Marko Podraščanin       | 7 cztery   | 8 pięć      | 7 cztery |   |   | 5   |
| L              | 19 | Nikola Rosić            | L          | L           | L        |   |   |     |
| Zmiany         |    |                         |            |             |          |   |   |     |
| P              | 2  | Uroš Kovačević          |            | 19 zmiana10 | 9 sześć  |   |   | 4   |
| P              | 4  | Bojan Janić             |            | 10 zmiana1  | 6 trzy   |   |   | 6   |
| R              | 11 | Mihajlo Mitić           | 14 zmiana5 | 9 sześć     | 8 pięć   |   |   |     |
| Ś              | 12 | Milan Rašić             | 16 zmiana7 | 5 dwa       | 4 jeden  |   |   | 2   |
| Trener         |    |                         |            |             |          |   |   |     |
| Igor Kolaković |    |                         |            |             |          |   |   |     |

Statystyki meczowe
| Rosja | STATYSTYKI        | Serbia |
| 75    | MAŁE PUNKTY       | 52     |
| 35    | ATAK              | 33     |
| 15    | BLOK              | 5      |
| 9     | SERWIS            | 3      |
| 16    | BŁĘDY PRZECIWNIKA | 11     |

| Rozkład punktów |
| --------------- |
|                 |

| Ustawienia wyjściowe drużyn |
| --- |
| \| Chtiej Apalikow Michajłow Tietiuchin Wołkow But’ko Obmoczajew Stanković Atanasijević Kovačević Podraščanin Petković Nikić Rosić \| |
| |
| Chtiej Apalikow Michajłow Tietiuchin Wołkow But’ko Obmoczajew Stanković Atanasijević Kovačević Podraščanin Petković Nikić Rosić       |

### Stany Zjednoczone - Tunezja
Poniedziałek, 6 sierpnia 2012 – 20:00 (UTC+1) • Earls Court Exhibition Centre, Londyn
Widzów: 11000
Czas trwania meczu: 78 minut
Sędziowie: Georgios Karampetsos (Grecja) i Mitchell Davidson (Kanada)
| Stany Zjednoczone      | 3:0                                                | Tunezja             |
| David McKienzie 17 pkt | (25:15, 25:19, 25:19) raport raport P-2 raport P-3 | Ismail Moalla 9 pkt |

| Poz.       | Nr | Zawodnik          | 1           | 2          | 3          | 4 | 5 | Pkt |
| ---------- | -- | ----------------- | ----------- | ---------- | ---------- | - | - | --- |
| P          | 1  | Matthew Anderson  | 6 trzy      | 5 dwa      | 6 trzy     |   |   | 10  |
| P          | 2  | Sean Rooney       | 9 sześć     | 8 pięć     | 9 sześć    |   |   | 12  |
| R          | 7  | Donald Suxho      | 5 dwa       | 4 jeden    |            |   |   | 1   |
| Ś          | 12 | Russell Holmes    | 4 jeden     | 9 sześć    | 4 jeden    |   |   | 9   |
| A          | 16 | David McKienzie   | 8 pięć      | 7 cztery   | 8 pięć     |   |   | 17  |
| Ś          | 20 | David Smith       | 7 cztery    | 6 trzy     | 7 cztery   |   |   | 8   |
| L          | 5  | Richard Lambourne | L           | L          | L          |   |   |     |
| Zmiany     |    |                   |             |            |            |   |   |     |
| P          | 6  | Paul Lotman       |             |            | 10 zmiana1 |   |   | 2   |
| R          | 11 | Brian Thornton    | 21 zmiana12 | 16 zmiana7 | 5 dwa      |   |   | 2   |
| Trener     |    |                   |             |            |            |   |   |     |
| Alan Knipe |    |                   |             |            |            |   |   |     |

| Poz.          | Nr | Zawodnik            | 1           | 2           | 3           | 4 | 5 | Pkt |
| ------------- | -- | ------------------- | ----------- | ----------- | ----------- | - | - | --- |
| Ś             | 2  | Ahmed Kadhi         | 6 trzy      | 7 cztery    | 6 trzy      |   |   | 5   |
| P             | 7  | Elyes Karamosly     | 5 dwa       |             |             |   |   |     |
| R             | 8  | Mohamed Ben Slimane | 4 jeden     | 25 zmiana16 |             |   |   |     |
| A             | 10 | Hamza Nagga         | 7 cztery    | 24 zmiana15 | 25 zmiana16 |   |   | 4   |
| P             | 13 | Noureddine Hfaiedh  | 8 pięć      | 9 sześć     | 8 pięć      |   |   | 2   |
| Ś             | 14 | Bilel Ben Hassine   | 9 sześć     | 4 jeden     | 9 sześć     |   |   | 4   |
| L             | 12 | Anouer Taouerghi    | L           | L           | L           |   |   |     |
| Zmiany        |    |                     |             |             |             |   |   |     |
| P             | 11 | Ismail Moalla       | 16 zmiana7  | 6 trzy      | 5 dwa       |   |   | 9   |
| R             | 15 | Mehdi Ben Cheikh    | 19 zmiana10 | 5 dwa       | 4 jeden     |   |   |     |
| A             | 16 | Hichem Kaabi        | 17 zmiana8  | 8 pięć      | 7 cztery    |   |   | 8   |
| Ś             | 18 | Hakim Zouari        |             |             | 23 zmiana14 |   |   |     |
| Trener        |    |                     |             |             |             |   |   |     |
| Fethi Mkaouer |    |                     |             |             |             |   |   |     |

Statystyki meczowe
| Stany Zjednoczone | STATYSTYKI        | Tunezja |
| 75                | MAŁE PUNKTY       | 53      |
| 42                | ATAK              | 27      |
| 15                | BLOK              | 3       |
| 4                 | SERWIS            | 2       |
| 14                | BŁĘDY PRZECIWNIKA | 21      |

| Rozkład punktów |
| --------------- |
|                 |

| Ustawienia wyjściowe drużyn                                                                                                  |
| --- |
| \| Holmes Suxho Anderson Smith McKienzie Rooney Lambourne Ben Slimane Karamosly Kadhi Nagga Hfaiedh Ben Hassine Taouerghi \| |
| |
| Holmes Suxho Anderson Smith McKienzie Rooney Lambourne Ben Slimane Karamosly Kadhi Nagga Hfaiedh Ben Hassine Taouerghi       |

### Brazylia - Niemcy
Poniedziałek, 6 sierpnia 2012 – 22:00 (UTC+1) • Earls Court Exhibition Centre, Londyn
Widzów: 12000
Czas trwania meczu: 91 minut
Sędziowie: Simone Santi (Włochy) i Karin Záhorcová (Czechy)
| Brazylia              | 3:0                                                | Niemcy              |
| Lucas Saatkamp 10 pkt | (25:21, 25:22, 25:19) raport raport P-2 raport P-3 | Björn Andrae 14 pkt |

| Poz.             | Nr | Zawodnik            | 1          | 2          | 3        | 4 | 5 | Pkt |
| ---------------- | -- | ------------------- | ---------- | ---------- | -------- | - | - | --- |
| R                | 1  | Bruno Rezende       | 4 jeden    | 5 dwa      | 4 jeden  |   |   | 1   |
| Ś                | 5  | Sidão               | 6 trzy     | 7 cztery   |          |   |   | 5   |
| A                | 6  | Leandro Vissotto    | 7 cztery   | 8 pięć     |          |   |   | 8   |
| P                | 8  | Murilo Endres       | 5 dwa      | 6 trzy     |          |   |   | 5   |
| Ś                | 16 | Lucas Saatkamp      | 9 sześć    | 4 jeden    | 9 sześć  |   |   | 10  |
| P                | 18 | Dante Amaral        | 8 pięć     | 9 sześć    |          |   |   | 6   |
| L                | 10 | Sérgio Dutra Santos | L          | L          | L        |   |   |     |
| Zmiany           |    |                     |            |            |          |   |   |     |
| R                | 4  | Wallace de Souza    | 10 zmiana1 | 10 zmiana1 | 7 cztery |   |   | 8   |
| P                | 7  | Giba                |            | 17 zmiana8 | 5 dwa    |   |   | 4   |
| P                | 11 | Thiago Alves        |            |            | 8 pięć   |   |   | 4   |
| Ś                | 14 | Rodrigão            |            | 14 zmiana5 | 6 trzy   |   |   | 3   |
| R                | 17 | Ricardo Garcia      | 15 zmiana6 | 15 zmiana6 |          |   |   | 1   |
| Trener           |    |                     |            |            |          |   |   |     |
| Bernardo Rezende |    |                     |            |            |          |   |   |     |

| Poz.         | Nr | Zawodnik          | 1          | 2           | 3           | 4 | 5 | Pkt |
| ------------ | -- | ----------------- | ---------- | ----------- | ----------- | - | - | --- |
| P            | 3  | Sebastian Schwarz | 8 pięć     | 8 pięć      | 8 pięć      |   |   | 4   |
| R            | 4  | Simon Tischer     | 4 jeden    | 4 jeden     | 4 jeden     |   |   | 1   |
| P            | 5  | Björn Andrae      | 5 dwa      | 5 dwa       | 5 dwa       |   |   | 14  |
| Ś            | 8  | Marcus Böhme      | 9 sześć    | 9 sześć     |             |   |   | 3   |
| A            | 10 | Jochen Schöps     | 7 cztery   | 7 cztery    | 7 cztery    |   |   | 12  |
| Ś            | 13 | Christian Dünnes  | 6 trzy     | 6 trzy      | 6 trzy      |   |   | 2   |
| L            | 2  | Markus Steuerwald | L          | L           | L           |   |   |     |
| Zmiany       |    |                   |            |             |             |   |   |     |
| R            | 11 | Lukas Kampa       | 12 zmiana3 | 22 zmiana13 | 22 zmiana13 |   |   |     |
| Ś            | 15 | Max Günthör       | 14 zmiana5 |             | 9 sześć     |   |   | 4   |
| Trener       |    |                   |            |             |             |   |   |     |
| Vital Heynen |    |                   |            |             |             |   |   |     |

Statystyki meczowe
| Brazylia | STATYSTYKI        | Niemcy |
| 75       | MAŁE PUNKTY       | 62     |
| 48       | ATAK              | 33     |
| 5        | BLOK              | 4      |
| 2        | SERWIS            | 3      |
| 20       | BŁĘDY PRZECIWNIKA | 22     |

| Rozkład punktów |
| --------------- |
|                 |

| Ustawienia wyjściowe drużyn                                                                                  |
| --- |
| \| Rezende Murilo Sidão Vissotto Dante Lucas Sérgio Tischer Andrae Dünnes Schöps Schwarz Böhme Steuerwald \| |
| |
| Rezende Murilo Sidão Vissotto Dante Lucas Sérgio Tischer Andrae Dünnes Schöps Schwarz Böhme Steuerwald       |